# 百荷公园
30°39′56″N 117°29′21″E / 30.665617°N 117.489231°E
百荷公園，是位于中华人民共和国安徽省池州市貴池區清風街道的一个公园。

## 特点
百荷公園位于清風街道辦事處，东至東湖中路、西隔翠柏中路与大九華賓館、池州市第一人民醫院为邻，南临建設路步行街东端，北侧有池州市消防中隊、池州青少年宫，占地面积约25公顷，是当地最大的综合公园。1998年9月，公园开始规划建造。

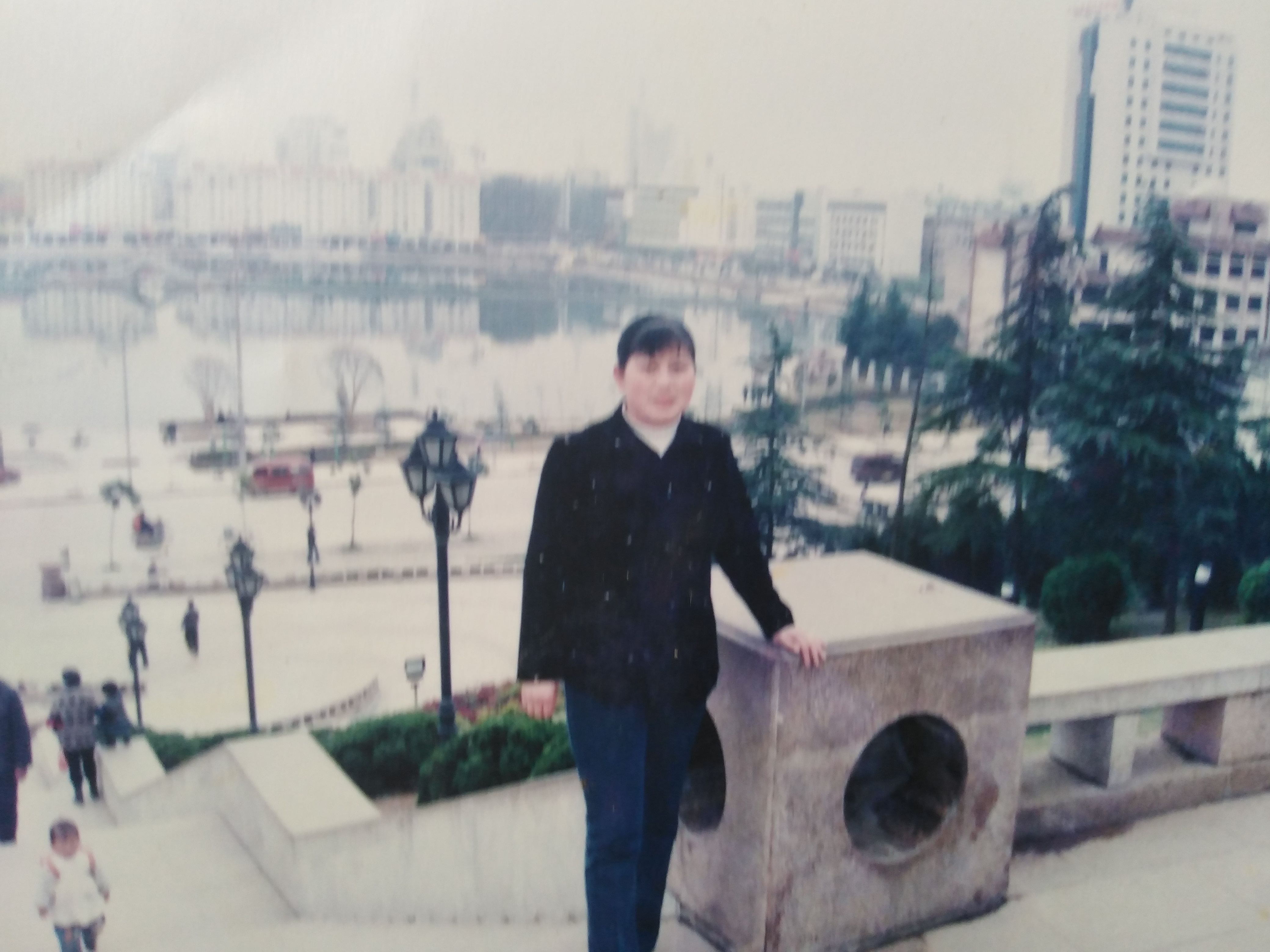
2002年2月，池州市一名妇女在公园留影

2002年4月，第一期工程（南園）开园；2007年5月，第二期工程（北園）開園。
其设计仿苏州园林，因山就势，因地制宜；以百牙山為界，公园划分为南園（15公頃）和北園（10公頃）。

## 景点
百荷公园的主要景点有：百牙山塔、姚依林銅像、百牙荷風、音樂廣場、兒童樂園、綠色步道、四季百荷雕像、池州文化浮雕等。